# Wii U
Wii U (ウィー・ユー, Wī Yū) (/ˌwiː ˈjuː/ WEE YOO), és una consola de videojocs de sobretaula de Nintendo i la successora de la Wii. El sistema va ser presentat en 18 de novembre de 2012 a Amèrica del Nord, el 30 de novembre de 2012 a les regions PAL i el 8 de desembre de 2012 al Japó. En ser la primera consola de vuitena generació, competia directament amb la PlayStation 4 de Sony i amb la Xbox One de Microsoft.
La Wii U és la primera consola de Nintendo que suporta gràfics d'alta definició. El controlador principal de la Wii U és el Wii U GamePad, que compta amb una pantalla tàctil incorporada. La pantalla es pot utilitzar com a complement a la pantalla principal (sigui proporcionant un suplent, joc asimètric, o un mitjà de multijugador local sense haver de recórrer a una pantalla dividida), o en Off-TV Play, juguen el joc directament al GamePad sense necessitat d'utilitzar el televisor. Els jocs poden donar suport a qualsevol combinació dels GamePad, Wii Remote, Nunchuk, Wii Balance Board, o Wii U Pro Controller per a l'entrada. La Wii U és també retrocompatible amb la majoria dels jocs llançats per a la consola Wii originals. La funcionalitat en línia en la Wii U se centra al voltant de Miiverse, una xarxa social integrada que permet als usuaris compartir contingut amb altres usuaris de les comunitats específiques del joc.
La Wii U va ser rebuda de forma generalment positiva; aclamant el seu comandament GamePad, les millores a la funcionalitat online sobre la Wii, la retrocompatibilitat amb existent programari i comandaments de Wii, accessibilitat en comparació amb altres consoles de la vuitena generació i el fet de no haver de pagar per tenir accés en línia, però també queixant-se de la poca bateria del GamePad i problemes amb la interfície i funcions de la consola, així com una escassa línia de jocs a l'estrena. La Wii U va comptar amb poca acceptació del mercat, amb poques vendes principalment degudes als pocs jocs de llançament, suport de terceres companyies i per raons de màrqueting. El març del 2017 Nintendo llençà la seva nova consola de sobretaula, Nintendo Switch.

## Història

### Desenvolupament
El sistema va ser concebut per primera vegada el 2008, després que Nintendo reconegués diverses limitacions i desafiaments amb la Wii, com ara la percepció del públic en general que el sistema es dirigia principalment a un públic "casual". Amb Wii U, Nintendo vol explícitament portar els jugadors "centrals" de nou. El dissenyador de jocs Shigeru Miyamoto va admetre que la manca d'alta definició i de la infraestructura de xarxa limitada per a Wii també va contribuir a que el sistema fos considerat en una classe separada del seus competidors, la PlayStation 3 i Xbox 360. Es va decidir que una nova consola hauria de ser feta per adaptar-se als significatius canvis estructurals.
Les idees sobre quina direcció hauria de prendre la nova consola van provocar un gran debat dins de l'empresa, i el projecte va començar des de zero en diverses ocasions. El concepte d'una pantalla tàctil integrada al controlador va ser inspirat originalment per la llum blava a la safata de disc de Wii que s'encén per indicar nous missatges. Miyamoto i el seu equip volien incloure una petita pantalla per proporcionar informació de jocs i missatges d'estat dels jugadors (en línia similar a la VMU per Dreamcast de Sega). Molt més tard durant el desenvolupament, aquesta es va expandir a una pantalla que pot reproduir íntegrament el joc, un concepte que va ser suggerit però no viable financerament en fases anteriors del projecte.

### Preanunci
Al principi es creia que el successor de Wii seria una "versió millorada", anomenant-la "Wii HD". Molts periodistes van especular que tindria una sortida de vídeo d'alta definició, juntament amb una unitat Blu-ray Disc incorporada, amb un llançament en algun moment de 2011. No obstant això, el president de Nintendo, Satoru Iwata, més tard va declarar que no veia "cap raó significativa" per incloure HD en la Wii i que aquesta addició seria més adequada per a un successor. Shigeru Miyamoto també va expressar l'interès de Nintendo treballar amb gràfics en alta definició, però va aclarir que la companyia se centrava principalment en l'experiència de joc. L'octubre de 2009, Miyamoto va dir que no tenien plans concrets sobre un successor encara, però sabia que el successor seria, possiblement, amb controls de moviment i s'esperava que la seva interfície sigui "més compacte" i més barat. Iwata també va esmentar que el successor de la Wii podria ser compatible amb 3D, però va arribar a la conclusió que les taxes d'adopció del televisor 3D haurien d'augmentar abans un 30%.
El 2010, el president de Nintendo of America Reggie Fils-Aime va dir que se sentia "segur que la consola per entreteniment a la llar Wii tindria una llarga vida", i va declarar que el successor no es llançaria en un futur pròxim. En la presentació de l'E³ 2010, Iwata va revelar a la BBC que farien l'anunci d'una nova consola de Nintendo quan es cregués que amb el maquinari actual quan no poquessin donar als usuaris sorpreses significatives amb la tecnologia que tenien. Més tard, a la reunió d'inversors, va revelar que "estaven, per descomptat, estudiant i desenvolupant la propera consola de Wii", però mantindrien els seus conceptes en secret perquè era "molt important per a la seva empresa sorprendre positivament en les persones." Reggie Fils-Aime, va comentar en un article a la CNN i va afirmar que la propera consola de sobretaula de Nintendo segurament amb funció 3D estereoscòpica, basada en la tecnologia 3D de Nintendo havia experimentat.
L'abril de 2011, la publicació francesa sobre tecnologia 01net va dir que Nintendo estava planejant revelar la successora de la Wii en l'E³ 2011, amb el nom en codi de Project Café, que seria capaç de reproduir jocs en resolucions d'alta definició i seria compatible amb el programari de Wii. També es va rumorejar que la consola comptaria amb un controlador totalment nou amb un sistema incorporat a la pantalla d'alta resolució. 01net havia revelat prèviament les especificacions tècniques de la PlayStation Vita de Sony abans que fos anunciada. La nova màquina es creia doble de potent que la PlayStation 3 i Xbox 360.
Molts dels reclams es van centrar en el nou controlador, que comptaria amb comandaments duals analògics, un D-pad estàndard, dos defenses, dos disparadors i "possiblement més". IGN va comparar la funcionalitat del nou controlador a la d'un controlador de GameCube. 01net afirmar el controlador seria "un controlador semblant a una tauleta tàctil, amb sortida gràfica moderada", comparant el controlador a un iPad amb botons. També van afegir que hi hauria una càmera frontal al controlador. Suposadament, el controlador també comptaria amb els controls de moviment de sis eixos que superen un controlador de moviment PlayStation Move en termes de fidelitat, així com una barra de sensor incorporada. El nou controlador compta amb una pantalla tàctil de 6,2 polzades. 01net va prendre el rumor d'un pas més enllà i va afirmar que la pantalla tàctil seria d'un sol toc. Fonts de CVG van afirmar que el controlador tindria una pantalla d'alta resolució. IGN va afirmar que el controlador podria permetre als jugadors de flux de jocs complets al controlador de la consola, i que la mateixa consola "és probable que s'assemblen a una versió modernitzada de la SNES."
Segons Edge, president del desenvolupador de programari THQ, Brian Farrell presumptament va dir als inversors: "No esperem que el nou maquinari en el curt termini ja sigui de Microsoft o Sony sigui diferent a Nintendo -deixarem que ells anunciïn el seu nou maquinari.".

### Anunci

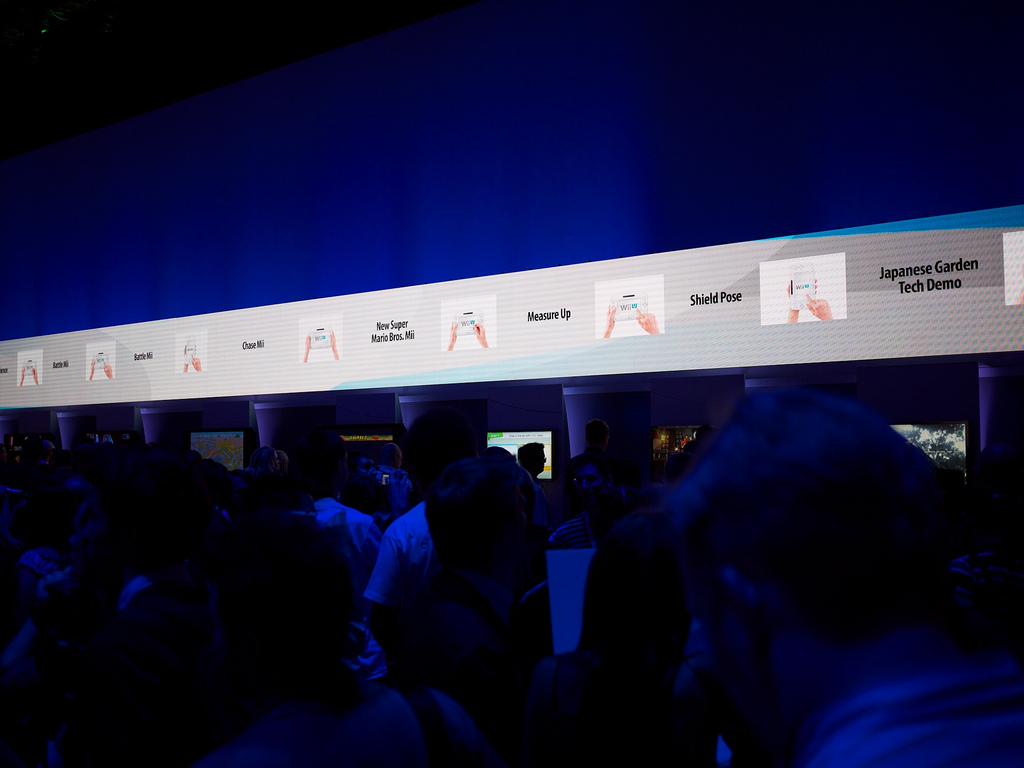
La Wii U mostrada en l'E³ 2011, demostrant diversos usos del seu nou comandament el Wii U GamePad.

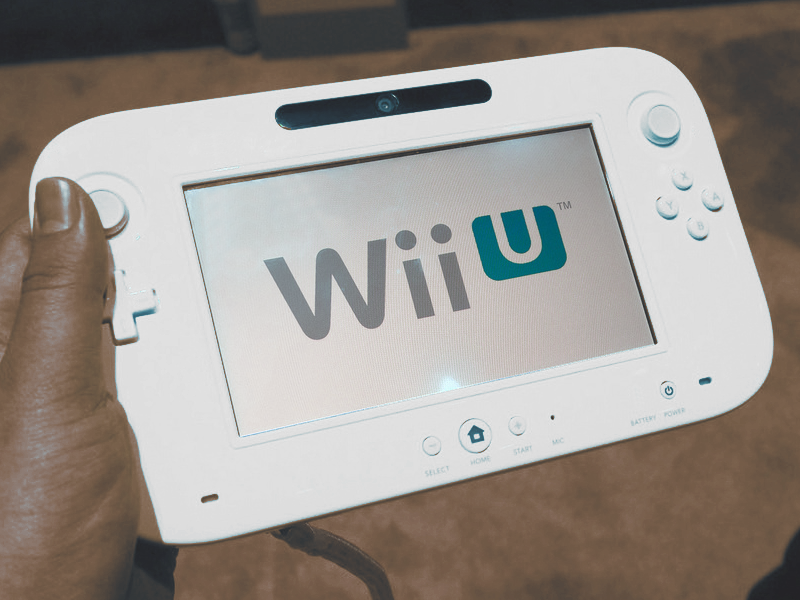
El prototip del Wii U GamePad prototype de l'E³ 2011.

El 25 d'abril de 2011, Nintendo va llançar un comunicat anunciant oficialment un sistema per succeir la Wii. Van anunciar alhora que anava a ser presentada el 2012, i que les unitats de la consola jugables estaran presents en l'E³ 2011 (del 7 al 9). En la seva intervenció en una reunió d'inversos, el CEO de Nintendo, Satoru Iwata va declarar el successor de Wii com que "oferiria una cosa nova per als sistemes de joc a casa." Iwata també va confirmar que la successora de la Wii no es posaria en marxa l'any fiscal de 2012, el que significa que la llançaria després de l'abril de 2012.
El 4 de maig de 2011, Kotaku va reportar que Project Café tindria 8 GB de memòria basada en flash a bord, amb l'objectiu assumit d'emmagatzemar partides guardades. Els discos de jocs usats per la consola es deia que eren d'un format propietari, i per emmagatzemar fins a 25 GB de dades, que és similar a la capacitat d'un Blu-ray Disc d'una sola capa. A principis de juny, l'índex Nikkei va emetre un informe confirmant els rumors anteriors que la nova consola comptaria amb un controlador amb una ub npantalla tàctil de 6 polzades que li donaria als controls de tipus comprimit als jocs, així com una bateria recarregable i una càmera. Nikkei va dir que el sistema seria llançat a mitjan 2012.
Una versió prototip de la Wii U es va presentar en l'E³ 2011 amb un disseny de consola i comandament no definitius. El controlador va demostrar una pantalla tàctil de 6 polzades d'ample i contenia un micròfon incorporat, altaveus, giroscopi, acceleròmetre, funció de vibració i la càmera. Tot el procés es realitza a la mateixa consola, amb la sortida de visualització en ja sigui en un televisor, el controlador, o tots dos alhora; No obstant això, la pantalla només és compatible amb un sol toc, no multitouch, anant en contra d'una tendència popular a través de la indústria de la tecnologia, i, en el moment de la presentació, el sistema només admetia la sortida a un controlador de tauleta tàctil alhora. Això malgrat els informes que Nintendo estava investigant el que permet aquesta funcionalitat en la versió final del maquinari. Jocs confirmats per a la nova consola inclouen New Super Mario Bros. U i Pikmin 3, l'últim dels quals va ser originalment en el desenvolupament per a la Wii, però més tard es va canviar a la Wii U. Una llista dels títols de tercers també es va anunciar que estaria disponible al llançament, i estaven en el xou amb tràilers de PlayStation 3 i Xbox 360.
En els dos dies següents a la presentació de la Wii U, el valor de les accions de Nintendo van caure gairebé un 10 per cent a nivells no vistos des de 2006. Alguns analistes van expressar el seu escepticisme pel que fa a la incorporació d'una pantalla tàctil per al controlador, expressant preocupació perquè el controlador seria menys assequible i menys innovador que el comandament de Wii original. Quan se li va preguntar sobre si la Wii U tindria o no 3D, Iwata va dir a San Jose Mercury News, "Si connecta la Wii U amb un televisor a casa capaç de mostrar imatges en 3D, tecnològicament, sí, va si és possible, però aquest no és l'àrea que ens estem centrant".
El 26 de gener de 2012, Satoru Iwata va dir als inversors que la Wii U es posaria en marxa a la temporada de compres de 2012 a totes les regions importants, i que les seves especificacions definitiveus serien presentades en l'E³ 2012. Iwata va dir que la consola comptaria amb un sistema en línia unificat conegut com a Nintendo Network, que comptaria amb el suport de compte d'usuari en comparació amb l'ús dels codis d'amic. Nintendo Network també proporcionaria el marc per a les interaccions en línia multijugador, add-on vendes de continguts, així com la distribució en línia d'aplicacions i videojocs. D'altra banda, Iwata va esmentar que el Wii O GamePad donaria suport a NFC, la qual cosa permetrà que el sistema interactuï sense fils amb figures i targetes creades pels desenvolupadors. També permetria a les microtransaccions que tindrien lloc sense fils mitjançant targetes de crèdit que tenen el suport de la NFC.
El 13 de setembre de 2012, durant un Nintendo Direct japonès, Nintendo va anunciar que la nova consola es llançaria a la regió el 8 de desembre de 2012. Més tard aquest mateix dia, Nintendo va anunciar que la data de llançament a Amèrica del Nord seria el 18 de novembre de 2012. Nintendo of Europe i Nintendo Austràlia van anunciar també que la Wii U seria presentada en ambdues regions simultàniament el 30 de novembre de 2012. En una entrevista amb GameSpot l'endemà, el gerent sènior de màrqueting de productes dels Estats Units, Bill Trinen, va admetre que el màrqueting i presentacions del prellançament de la consola l'havien col·locat massa enfocant al GamePad, mesura que alguns consumidors van confondre el dispositiu com un accessori per a la Wii existent en lloc d'una plataforma completament nova. Trinen va assegurar que el futur material promocional per a la consola, inclòs el seu embalatge, faria èmfasi tant a la consola com al Wii U GamePad.

## Estrena
La Wii U va ser llançada originalment en dos paquets: el Basic Pack (mundialment) o Basic Set (Amèrica del Nord) i el Premium Pack (mundialment) o el Deluxe Set (Amèrica del Nord). El paquet bàsic conté una Wii U blanca amb 8 GB d'emmagatzematge en un Wii U GamePad i el llapis òptic i un cable HDMI, mentre que la Premium/Deluxe conté una Wii U negre amb 32 GB d'emmagatzematge, un Wii U GamePad negre i un llapis òptic, un cable HDMI, i afegeix una subscripció a Nintendo Network Premium, el joc Nintendo Land (excepte el Japó), així com suports per a la consola i el comandament i una barra de sensors (excepte el Japó).> El 18 de novembre de 2012, la Wii U va sortir a Amèrica del Nord, per $ 299,99 per al Basic i $ 349,99 per al Deluxe. El sistema va ser programat per ser llançat el 25 de novembre de 2012 a Mèxic, però, es va retardar al 29 de novembre. El 30 de novembre, el sistema va ser llançat a Europa, Austràlia i Sud-àfrica, amb la taxació europea fixat pels detallistes individuals. El 8 de desembre de 2012, el sistema llançat al Japó, amb un preu de 26.250 ¥ per al sistema bàsic i 31.500 ¥ per al Premium.

### Models de venda
El 13 de juliol de 2013, Nintendo va llançar una versió en blanc del Premium Pack (32 GB) al Japó, així com una bateria oficial i el moll del carregador per al Wii Remote. La bateria és capaç de durar 13 hores de joc abans de necessitar ser recarregada. Addicionalment, el 25 de juliol, la companyia va llançar una bateria millorada per a la Wii U GamePad. En contrast amb la bateria estàndard de 1500mAh inclòs amb la consola, el nou paquet de la bateria 2550mAh augmentarà la seva longevitat a entre cinc i vuit hores abans de necessitar ser recarregada.
El 28 d'agost de 2013, Nintendo va anunciar que el Deluxe Set (32 GB) tindria una baixada en el preu dels $349,99 als $299,99 als Estats Units, Europa i Austràlia. Aquesta baixada de preus va entrar en vigor a partir del 20 de setembre de 2013.
A Europa, Nintendo no va confirmar una reducció de preus formals a causa del fet que, a la regió, els detallistes individuals fixen els seus propis preus. No obstant això, a partir del 4 d'octubre del 2013, la companyia va reduir el preu de comerç a l'engròs del sistema als detallistes. Coincidint amb la rebaixa de preu del sistema, Nintendo va llançar una edició limitada The Legend of Zelda: The Wind Waker HD Wii U Deluxe Set. El paquet inclou una consola negre Wii U amb 32 GB d'emmagatzematge intern, un negre Wii Y GamePad decorat amb una Triforce d'or i altres símbols temàtics, un codi de descàrrega per al joc i, a Amèrica del Nord, una còpia digital de The Legend of Zelda: Hyrule Historia i un llibre de col·leccionista de The Legend of Zelda. A Europa, Nintendo també va llançar una edició limitada Lego City Undercover Premium Pack. Tots dos paquets europeus també va comptar amb una prova de 7 dies per a Wii Karaoke U by Joysound. Tot i fer-ho en altres regions, Nintendo no va reduir el preu de la Wii U a Austràlia o Nova Zelanda ni tampoc va estrenar qualsevol dels paquets anteriors a les regions.
El 31 d'octubre de 2013, Nintendo va introduir dos paquets Wii U Premium Pack al Japó, anomenat Family Set. La primera va incloure una consola negre o blanc Wii U amb 32 GB d'emmagatzematge intern, un negre o blanc Wii U GamePad, New Super Mario Bros. U i Wii Party U preinstal·lat, un negre o blanc Wii Remote, una barra de sensors, i una prova de 30 dies de Wii Karaoke U by Joysound. El segon paquet inclou tots els continguts de l'anterior, a més equipat amb Wii Fit U i que inclou el podòmetre Fit Meter (amb la Wii Balance Board disponible per separat).
L'1 de novembre de 2013, Nintendo va llançar un Mario & Luigi Deluxe Set a Amèrica del Nord amb la intenció de reemplaçar la Wii U Deluxe Set original, que incloïa una còpia de Nintendo Land. El paquet de Mario & Luigi conté tant New Super Mario Bros. U i New Super Luigi U empaquetat com un disc 2 en 1 al costat d'una consola Wii U negra amb 32 GB d'emmagatzematge intern i un Wii U GamePad negre. El 8 de novembre va estrenar-se a Europa amb el nom de Mario & Luigi Premium Pack. El 14 de novembre, Nintendo va llançar un Just Dance 2014 Basic Pack a Austràlia i Nova Zelanda. Conté una Wii U blanca amb 8 GB d'emmagatzematge intern, un blanc Wii U GamePad i un Wii Remote Plus, una barra de sensors, i les versions de disc de Just Dance 2014 d'Ubisoft i Nintendo Land. The bundle was later released in Europe on November 22. El 15 de novembre, Nintendo va llançar un Wii Party U Basic Pack a Europa. Compta amb una consola Wii U blanca amb 8 GB d'emmagatzematge intern, un blanc Wii U GamePad i un Wii Remote Plus una barra de sensors, i les versions de disc de tant Wii Party U com Nintendo Land. El 15 de novembre, Nintendo també va llançar un Skylanders: Swap Force Basic Set a Amèrica del Nord. Conté una Wii U blanca amb GB d'emmagatzematge intern, Skylanders: Swap Force d'Activision, un Portal de Poder, tres figures Skylanders (un dels quals té una variació exclusiva de color), un cartell de col·leccionista, targetes comercials i fulles d'adhesius, i Nintendo Land. El paquet va sortir a Australàsia el 21 de novembre.
El 26 de novembre de 2013, la Wii U es va llançar al Brasil. No obstant això, el sistema només està disponible a la versió en Deluxe Pack a la regió.
El 30 de maig del 2014, Nintendo va estrenar el paquet Mario Kart 8 Deluxe (US) / Premium (WW) a Europa i Amèrica del Nord. Aquest inclou una consola Wii U negra amb 32 GB d'emmagatzematge, un Wii U GamePad negre, una còpia de Mario Kart 8, una barra de sensors i un Wii Wheel especial vermell (només a Amèrica del Nord). A més, registrant el joc al Club Nintendo abans del 31 de juliol de 2014 obsequiava al comprador un joc Wii U gratuït d'una tria de quatre a Amèrica del Nord i deu a Europa. El paquet va sortir a Austràlia i Nova Zelanda el 31 de maig.
El juny del 2015, la Wii U bàsica va deixar de fabricar-se al Japó, substituint-se per un paquet "Premium" de 32 GB que inclou maquinari blanc i un Wii Remote Plus.

## Maquinari

### Consola

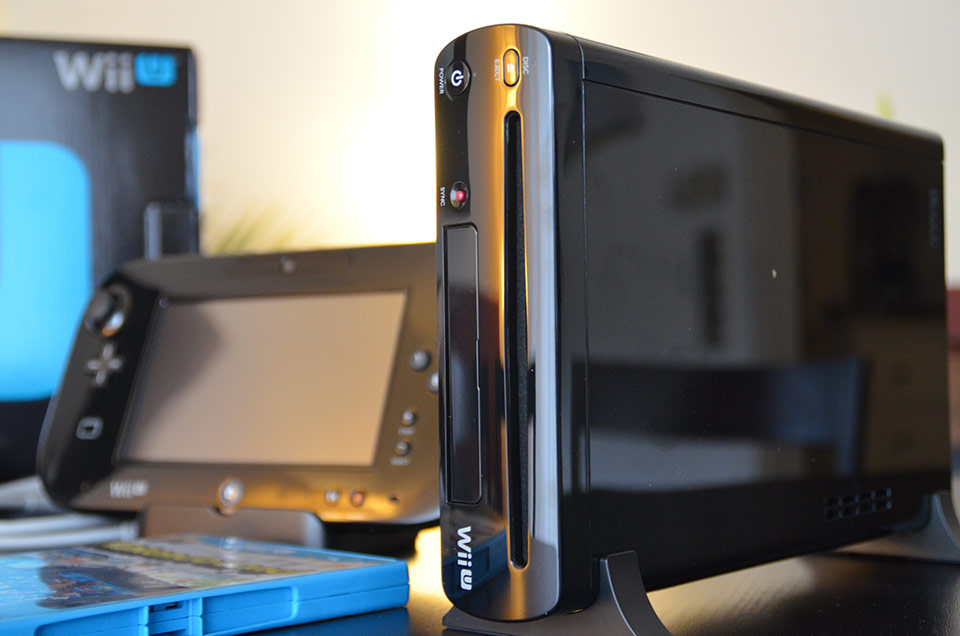
La consola (negra) queda destacada en la imatge, en la qual també s'hi pot veure un Wii U GamePad negre.

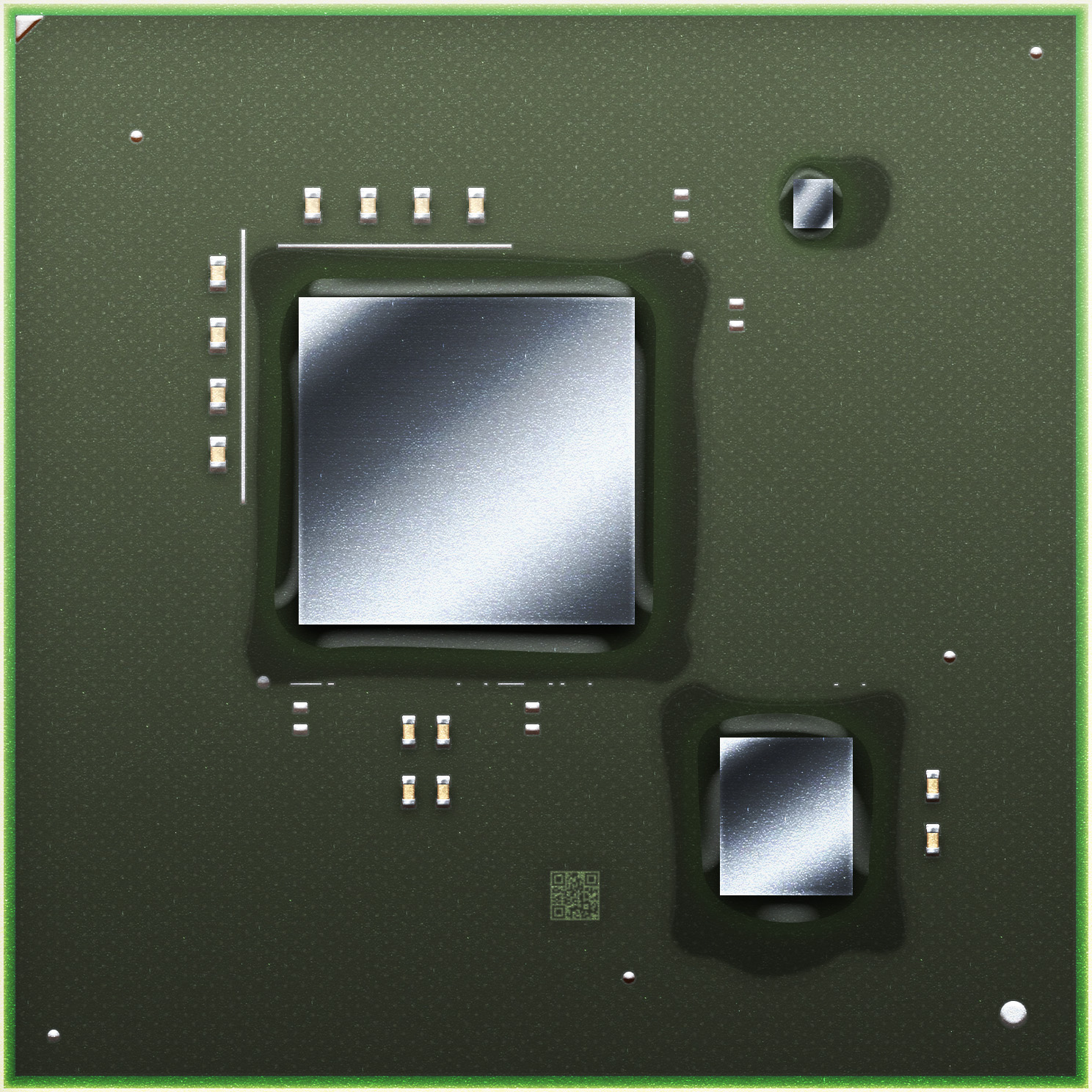
Una il·lustració del MCM de Wii U i sense difusor de calor. El xip més petit, a baix a la dreta, és el "Espresso" CPU fet per IBM. Els altres xips són el "Latte" GPGPU (gran xip) d'AMD i una EEPROM xip (petita) de Renesas.

La Wii U utilitza un personalitzat mòdul multi-xip (MCM) desenvolupat per AMD, IBM i Renesas en col·laboració amb Nintendo. La seva MCM combina una unitat de processament central (CPU) i la unitat de processament de gràfics (GPU), així com un controlador de memòria EEPROM. La CPU, dissenyada per IBM, consta d'un processador de triple nucli basat en PowerPC 750 "Espresso" amb velocitat de rellotge d'1,24 GHz És descrit per IBM com "totalment nou, basat en el microprocessador Power Architecture", és un disseny processador multi-core fabricats a 45 nm amb una memòria cau de eDRAM de mida desconeguda. És produït per IBM en les seves instal·lacions de fabricació de semiconductors de 300 mm a East Fishkill, Nova York. La GPU, dissenyada per AMD, consisteix en un processador AMD Radeon High Definition amb nom en codi "Latte" ple d'una 34 MB eDRAM memòria cau integrada sobre la matriu amb velocitat de rellotge de 550 MHz. La consola també inclou un xip personalitzat secundari que s'encarrega de tasques no revelades. Aquestes tasques es manegen a la perfecció en el fons durant el joc o mentre el sistema està en mode de suspensió. La consola també conté un mòdul DSP d'àudio de maquinari dedicat.
La Wii U conté 2 GB de memòria de sistema DDR3 que consta de quatre de 512 MB (4 Gb) DDR3-1600 xips de DRAM amb una amplada de banda màxima de 12,8 GB/s, en la qual 1 GB estan reservats per al sistema operatiu i no està disponible per als jocs. Això és 20 vegades la quantitat trobada en l'original de Wii. La GPU també compta amb un 35 MB de memòria cau eDRAM. L'arquitectura de memòria permet a la CPU i la GPU per accedir tant a la piscina principal de memòria DDR3 i el bloc de memòria cau eDRAM, eliminant la necessitat de comptar amb grups de memòria dedicats independents. La consola inclou 8 GB (Basic Pack/Set) o 32 GB (Deluxe Set/Premium Pack) de eMMC, ampliable mitjançant targetes de memòria SD de fins a unitats de disc dur extern USB de 32 GB i fins a 2 TB.
La Wii O també característiques 802.11 b/g /n de connectivitat sense fils de la xarxa i Fast Ethernet (requereix un arxiu adjunt), Bluetooth 4.0, quatre ports USB 2.0 (dos a la part posterior i dos a la part davantera de la consola) i una ranura per targeta de memòria SD (suporta fins targetes SDHC). Un port d'alimentació addicional s'inclou també per alimentar la barra de sensors de Wii, un emissor d'infrarojos auxiliar emprat pels perifèrics semblants al Wii Remote per controlar el moviment. Opcions de sortida de vídeo inclouen 1080p, 1080i, 720p, 576i, 480p i 480i, amb HDMI 1.4 i vídeo per components (YPbPr i D-Terminal) o 576i, 480i (estàndard 4:3 i 16:9 de pantalla ampla anamòrfica) a través de vídeo compost (S -Video, RGB SCART i D-Terminal). Opcions de sortida d'àudio inclouen so envoltant 5.1 PCM lineal de sis canals i estèreo analògic. La consola també suporta imatges en 3D estereoscòpiques i de vídeo.
Ni Nintendo, ni IBM AMD va presentar les especificacions detallades, com ara el nombre de nuclis, taxa de rellotge en mides, o de memòria cau. S'han fet referències al xip que conté "molt" d'eDRAM i "la mateixa tecnologia de processador que es troba a Watson".

### Comandaments
El Wii U GamePad és el controlador principal de la Wii U. Fins a dos gamepads es poden connectar per la consola. La consola també és compatible amb fins a quatre Wii Remote (Plus) (incloent els annexos Nunchuk i Wii Classic Controller) o fins a quatre Wii U Pro Controllers per a controls més tradicionals, o una combinació dels dos. La consola també és compatible amb la Wii Balance Board i cada accessori Wii oficial, com el Wii Wheel i el Wii Zapper.

#### Wii U GamePad

Una il·lustració del Wii U GamePad blanc.

El Wii U GamePad és el controlador principal de la Wii U i ve inclòs amb la consola. Compta amb un predefinit de 6.2 polzades (15.7 cm) 16:09 FWVGA (854x480) pantalla tàctil resistiva, que pot completar o bé repetir el joc mostrat a la pantalla del televisor. També compta amb una comunicació integrada càmera frontal i tires de sensor, un micròfon integrat, altaveus estèreo, i suporta comunicació de camp proper (NFC). targetes i figuretes de disseny especial, com ara amiibo, es poden utilitzar amb el GamePad per interactuar amb els jocs. També es pot utilitzar per pagament sense contacte de Nintendo eShop amb les targetes compatibles; a partir de maig de 2014, aquesta funcionalitat només es pot utilitzar al Japó amb targetes Suica targetes, però una funcionalitat similar es desplegarà en altres regions en el futur.
El GamePad també compta amb un sistema de detecció de moviment del 9-eix a través d'un acceleròmetre de tres eixos, el giroscopi de tres eixos i un magnetòmetre de tres eixos, i ve equipat amb una funció de vibració. Inclou una bateria d'ió-liti extraïble i recarregable capaç d'emmagatzemar 1.500 mAh i una durada de 3 a 5 hores. El controlador pesa 1,1 lliures (500 g) i té unes dimensions de 130 × 23 × 260 mm (5,3 × 0,9 × 10,2 polzades). Comunicació sense fil del GamePad amb la consola Wii O es basa en l'estàndard IEEE 802.11n que opera a unes 5.2 GHz i tècnicament suporta repetidors, usant d'un protocol de transferència de propietat i programari desenvolupat conjuntament per Broadcom i Nintendo. El Wii U GamePad no és compatible amb la Wii.
El GamePad compta amb els següents botons: un botó d'inici, el botó de TV Control, START (+) i SELECT (-) botons, sticks analògics duals seleccionables, un D-pad, quatre botons (A, B, X, Y), botons grans botons d'activació (L / R) i (ZL / ZR), i un botó d'encesa. Els botons Start i Select estan representats pels signes "+" i "-" respectivament. Els estics analògics no estan restringits al moviment de 8 eixos, un allunyament dels controladors anteriors de la consola de Nintendo amb estics analògics. El botó TV Control obre una interfície en el Wii U GamePad, que actua com un control remot de televisió, el que permet a l'usuari per canviar el volum, canviar de canal, canviar l'entrada de vídeo i obrir una guia de televisió. Aquesta característica també s'implementa en l'aplicació del sistema Nintendo TVii. El Wii U GamePad també compta amb un control de volum dedicat, que controla el volum dels altaveus del controlador. Ve amb un llapis per interactuar amb la pantalla tàctil. Té encaixades de plàstic a la part posterior per tal d'augmentar la seva adherència.
El controlador disposa de diversos connectors de sortida. El seu jack estèreo (3,5 mm connector) suporta la connexió d'un kit mans lliures per permetre a un usuari parlar i escoltar l'àudio simultàniament. El controlador té un transceptor d'infrarojos, que forma part de la funció de control de TV. També serà capaç de comunicar-se amb els accessoris, com ara el Fit Meter. També té un port d'alimentació per recarregar el controlador, un connector de l'extensió externa de Propòsits Múltiples, el que permet que l'energia i transmissió de dades per a nous accessoris, i dos contactes de metall, que serveixen com a connectors d'alimentació de la base de càrrega. El controlador es carrega mitjançant un cable propietari o un suport de càrrega dedicada.
El Wii U GamePad té un xip de comunicació de camp proper (NFC) incorporat, que té la capacitat de llegir i escriure informació sobre elements compatibles amb només col·locar a la part superior del GamePad. Es pot utilitzar per interactuar amb figures especials, com és el cas de Pokémon Rumble U, el primer joc a utilitzar la funció. Els Amiibo representaran figures per transmetre contingut en altres jocs. Segons Nintendo, també es pot utilitzar per a les transaccions de targetes de crèdit sense fils utilitzant targetes de crèdit admeses. El GamePad també permet el joc asimètric, on el jugador utilitza el controlador té una experiència de joc, i els jugadors que competeixen amb un comandament de Wii U Pro Controller o Wii Remote tenir diferents experiències. Quan es fa servir l'opció "Off-TV Play", el controlador també pot funcionar com una pantalla independent sense l'ús de la pantalla de televisió.

#### Wii U Pro Controller

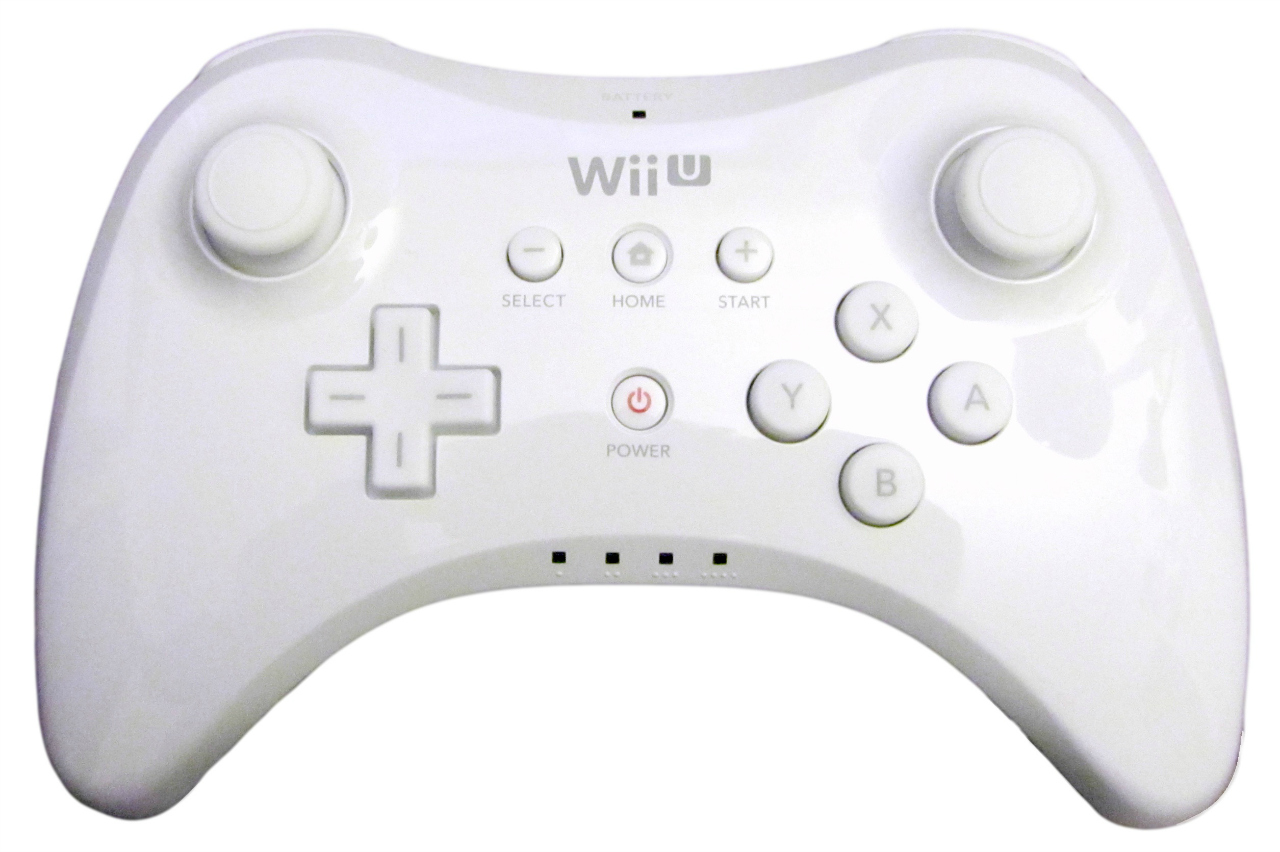
Un Wii U Pro Controller blanc.

El Wii U Pro Controller és el segon controlador llançat per a la consola, disponible per separat. Igual que els controladors més tradicionals, dissenyats per a jugadors hardcore, compta amb pals estàndard analògics, botons de la cara, i els factors desencadenants. Pot durar fins a 80 hores abans de necessitar ser recarregada. Nintendo va donar a conèixer el Pro Controller en l'E³ de 2012 amb l'objectiu d'atraure més jugadors "hardcore" perquè la Wii U sigui més competitiu amb les ofertes de Sony i Microsoft. Molts periodistes de videojocs han assenyalat la similitud entre el controlador i el controlador de Xbox 360 de Microsoft. Nintendo afirma que el disseny del Controller Pro és una "versió millorada" del comandament clàssic i "ofereix una experiència més rica." Alguns jocs amb esquemes flexibles de control, com ara Call of Duty: Black Ops II i Trine 2: Director's Cut també són compatibles amb el comandament clàssic. El Wii U Pro Controller no és compatible amb la generació anterior dels jocs de Wii.

#### Wii Remote i accessoris de Wii

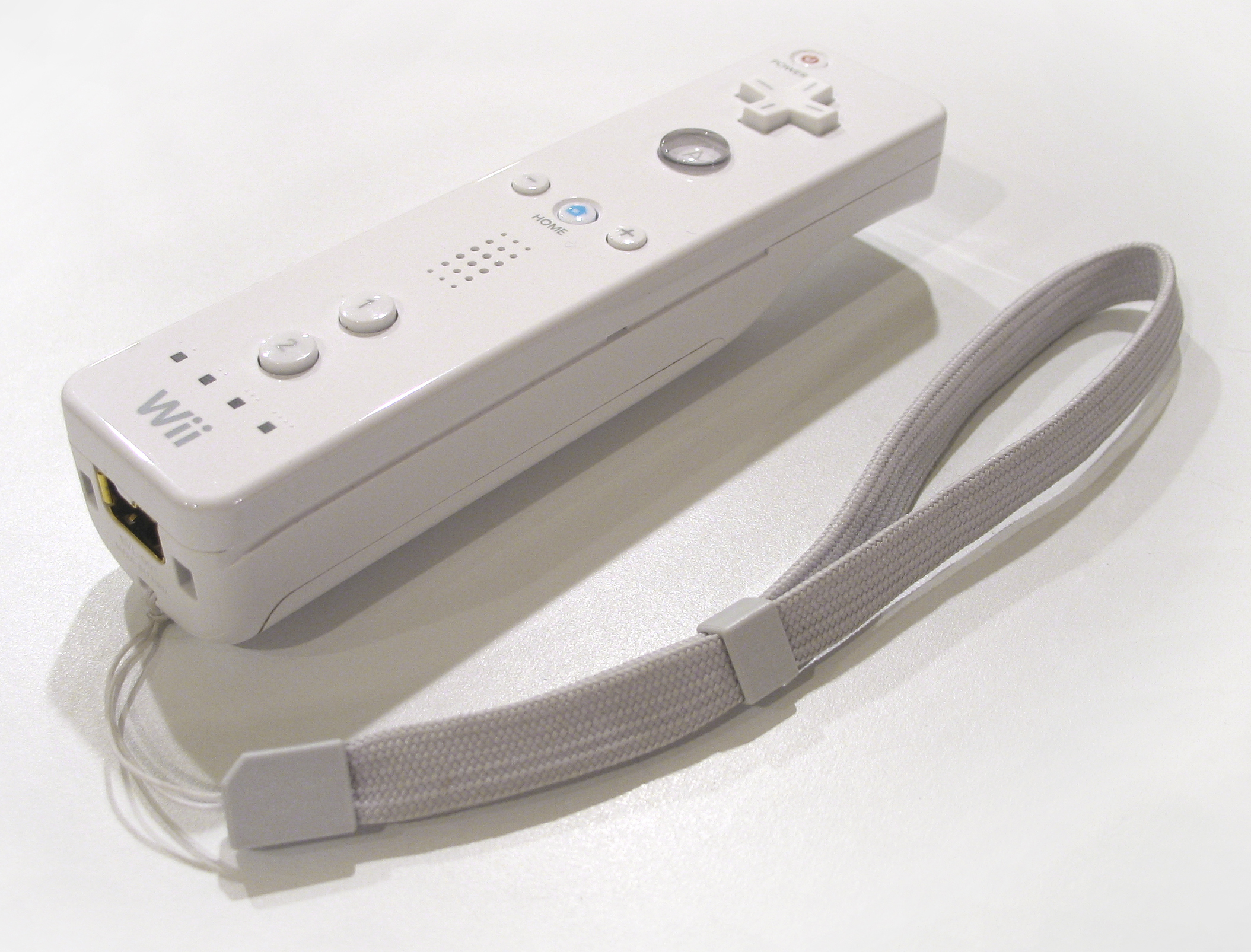
Wii Remote

El Wii Remote (o Wiimote) i el Wii Remote Plus, que venen amb un predefinit sensor de Wii MotionPlus, són compatibles amb la Wii U. Una característica principal del comandament de Wii és la seva capacitat de detecció de moviment, el que permet que l'usuari interactuar amb i manipular elements en pantalla a través de reconeixement de gestos i assenyalant a través de l'ús de l'acceleròmetre i tecnologia de sensor òptic. Una altra característica és la seva capacitat d'ampliar-mitjançant l'ús d'arxius adjunts. El Nunchuk, que complementa el comandament de Wii, proporciona un estic analògic i un conjunt de botons de tret amb funcions similars a les de la Wii U GamePad. Alguns altres accessoris inclouen el comandament clàssic, que ofereix els controls més tradicionals, igual que el Wii U Pro Controller; el Wii Zapper, que es fa servir principalment per a la videojocs d'acció en primera persona; i el Wii Wheel, usat originalment per a Mario Kart Wii i ara també compatible amb Mario Kart 8 entre altres jocs de carreres de Wii U.
El 13 de juliol de 2013, Nintendo va llançar una bateria oficial i el moll del carregador per al comandament de Wii capaç de durar 13 hores de joc abans de necessitar ser recarregada.

### Wii U Optical Disc
El Wii U Optical Disc és un disc òptic d'alta densitat patentada, desenvolupat per Nintendo i Panasonic, i serveix com a mitjà físic per als jocs de Wii U. El format és molt similar en el disseny físic i les especificacions com els Blu-ray Disc, lluint una capacitat de 25 GB per capa. Unitat de només lectura de disc òptic de la consola llegeix aquests discos a 5x CAV, per a una velocitat màxima de lectura de 22.5 MB / s Per millorar encara més el rendiment de la unitat òptica, la Wii O compta amb descompressió Zlib igual que el seu predecessor, cosa que permet una amplada de banda més gran en temps real. Wii U Optical Discs difereixen d'altres formats de disc òptic en què tenen vores suaus i arrodonits. També és compatible amb Wii Optical Discs, encara que a 6x CAV per a la compatibilitat amb la Wii. No obstant això, la consola no és compatible amb discos de joc de GameCube.
Cada disc conté una marca d'àrea tall de ràfega (BCA), un tipus de codi de barres que s'escriu en el disc amb un làser YAG. Les dades emmagatzemades en aquesta marca BCA inclou una taula de xifrat relacionades amb la mecànica de protecció contra còpia basada en maquinari, a més de 64 bytes de dades accessibles per a l'usuari sense xifrar.

## Interfície d'usuari
La interfície d'usuari de Wii U se centra en dos components principals: per defecte, el GamePad mostra un menú principal que consisteix en una quadrícula amb accessos directes a aplicacions i jocs, mentre que la pantalla de la televisió mostra Warawara Plaza, un vestíbul poblat pels Miis d'altres usuaris que mostra contingut de Miiverse. Els usuaris poden canviar les dues pantalles entre el GamePad i la TV.
En prémer el botó "Home" d'un comandament suspèn el joc o aplicació actual i obre el menú Inici: mostra informació bàsica (com l'hora actual, els nivells de bateria i notificacions), i permet l'accés a diversos "multitasca" aplicacions, incloent la Nintendo eShop, Miiverse, gestor de descàrregues, un navegador d'Internet, TVii, i la llista d'amics de l'usuari. Per jugar els jocs de Wii, l'usuari ha d'introduir "Mode Wii", una emulació de programari del sistema de la consola i la interfície de menú de Wii. Inicialment, el Mode Wii només es podia utilitzar a la pantalla de la televisió, però l'actualització del firmware octubre 2013 permet Mode Wii per ser utilitzat fora de la televisió. No obstant això, els jocs encara només poden controlar utilitzant els controladors de Wii.

### Funcionalitats a la xarxa
La Wii U utilitza la plataforma Nintendo Network per a serveis en línia (reemplaçant el sistema de codi d'amic de la Wii), que permeten multijugador en línia, descàrrega i compra de jocs o aplicacions a través de Nintendo eShop, xat de vídeo utilitzant la càmera del GamePad i Wii U Chat, i altres serveis. Fins a dotze comptes poden ser creades per consola.
La consola s'integra amb un servei de xarxes socials coneguda com a Miiverse, que permet als jugadors interactuar i compartir continguts amb altres usuaris i comunitats específiques del joc amb el seu Mii com avatar. Miiverse permet als usuaris compartir els èxits, dibuixos i notes escrites a mà, i captures de pantalla amb altres usuaris. Seleccioneu jocs estan integrats amb Miiverse, on també poden produir interaccions socials dins del joc. Miiverse és moderat a través de programes informàtics de filtre, així com un equip de recursos humans per tal d'assegurar que el contingut compartit pels usuaris és adequat i que no es comparteixen spoilers. Per facilitar-ho, es va dir que els comentaris publicats podria trigar fins a 30 minuts a aparèixer en Miiverse.

### Integració multimèdia
La Wii U ofereix integració amb vídeo a la carta de proveïdors de televisió a través de l'aplicació Nintendo TVii. TVii afegeix contingut dels canals de televisió (com s'indica per l'elecció d'un usuari del proveïdor) i els serveis en línia com Netflix, Hulu Plus i Amazon Instant Video, en una guia electrònica de programació amb recomanacions. Un emissor d'infrarojos en el GamePad permet servir com un comandament universal per controlar un descodificador de televisió, i ajustar-lo a un programa especificat. L'aplicació també proporciona una segona experiència de la pantalla al GamePad: pot integrar-se amb llocs web com IMDb, Rotten Tomatoes i Viquipèdia per proporcionar més informació sobre un programa, notícies i les puntuacions d'esdeveniments esportius, i interactuar amb un programa mitjançant Facebook, Twitter o Miiverse. L'aplicació també serà capaç d'integrar-se amb gravadores de vídeo digital TiVo.
El servei TVii actualment només està disponible en determinades regions. TVii es va posar a disposició amb el llançament de la Wii U al Japó el 8 de desembre de 2012, i a Amèrica del Nord el 20 de desembre de 2012. El servei havia de ser llançat a Europa en algun moment del 2013, però des de llavors s'ha retardat indefinidament: Nintendo Regne Unit va declarar el gener de 2014 que anava a proporcionar detalls sobre el llançament europeu del servei en el "futur pròxim". La Wii O també és compatible amb altres serveis de vídeo a través d'aplicacions, com ara Netflix, YouTube, Nico Nico Douga al Japó i Gol Televisión a Espanya.
La Wii O no admet la reproducció de DVD o Blu-ray; Satoru Iwata va explicar que la decisió d'excloure aquests formats van ser motivats principalment per les quotes de llicència de patents, i que aquesta funcionalitat seria redundant per a jugadors que ja tinguessin Blu-ray o DVD.

## Jocs

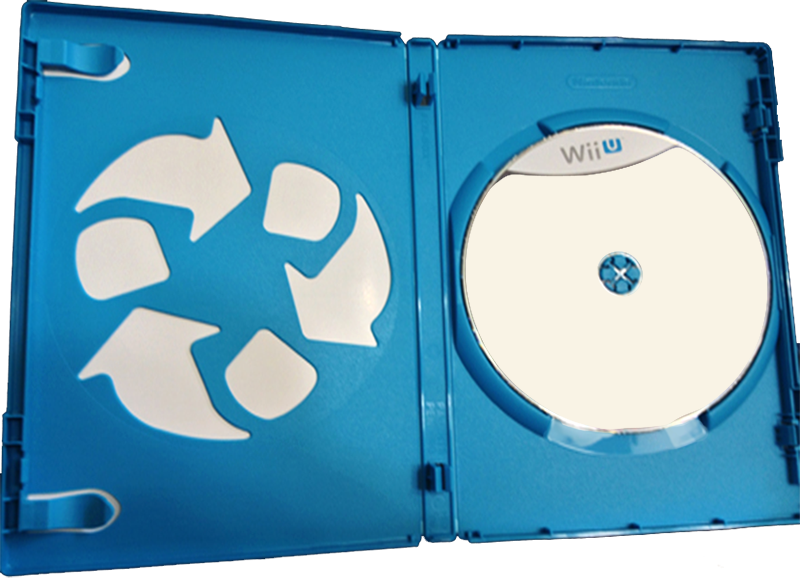
Una caixa de Wii U Optical Disc, sense la seva coberta de paper i instruccions. El disseny ecològic utilitza menys plàstic, reduint els residus de fabricació. El logo de reciclatge no apareix en els casos europeus o japonesos. Aquests casos són idèntics als casos de Wii comuns comesos pels títols publicats per Nintendo publicat des del 2010, estalviar per tenir propi logotip de Nintendo en relleu per sobre de la zona de disc en lloc del logotip de Wii.

Còpies al detall de jocs es subministren en discs òptics patentats anomenats Wii U Optical Disc, que s'empaqueten en caràtules amb instruccions simples. A Europa, les caixes al detall tenen un triangle a la cantonada inferior del costat del paper de la màniga-inserció. El triangle és color-codificats per identificar la regió per a la qual el títol es pretén i quins idiomes manuals estan inclosos. A diferència de les anteriors consoles de Nintendo, el manual complet programari només està disponible digitalment a través del menú principal del sistema. Jocs físics i digitals també estan disponibles per a baixar a la Nintendo eShop. La consola està bloquejada per regions (programari adquirit en una regió només pot servir per jugar en el maquinari d'aquesta regió).
Nous jocs en franquícies de Nintendo emblemàtiques (incloent Super Mario, Donkey Kong i The Legend of Zelda), així com diversos jocs de la sèrie Wii (incloent Wii Sports Club, Wii Fit U i Wii Party U) han estat posats en llibertat, a més de molts originals títols i jocs desenvolupats per tercers. Nintendo ha rebut suport de companyies de tercers com Ubisoft, Sega, Warner Bros. Interactive Entertainment, Activision Blizzard i Capcom, i diversos desenvolupadors independents com Two Tribes.
Un total de 32.280.000 jocs de Wii U s'han venut a tot el món el 31 de març de 2014, amb sis títols que superen el milió d'unitats. El joc més alt de venda és de New Super Mario Bros. U en 4.160.000 d'unitats, seguit de Nintendo Land en 3.090.000 d'unitats i Mario Kart 8 amb 2.820.000 d'unitats. Mario Kart 8 és el joc que ha guanyat més vendes a la Wii U el 30 de juny de 2014.

### Jocs de llançament
La Wii U va ser llançada amb 23 jocs a Amèrica del Nord, 26 partits a Europa, 25 jocs a Austràlia, i 11 jocs al Japó el 8 de desembre de 2012. Alguns jocs de descàrrega també estaven disponibles el dia del llançament per a la Wii U a Amèrica del Nord, Europa i Austràlia, a través de Nintendo eShop. Un addicional de 30 jocs van ser anunciats per al llançament durant la finestra de llançament del sistema, que inclou els tres mesos després de la data de llançament del sistema.
A la taula, NA vol dir Amèrica del Nord, EU vol dir Europa, JP vol dir Japó i AUS vol dir Australàsia.
| Llista de videojocs de llançament per a la Wii U llançats per regions |                                                        |  |                                            |                                                        |
| Nom                                                                   | Regió amb què s'ha llançat el joc a data de llançament |  | Nom                                        | Regió amb què s'ha llançat el joc a data de llançament |
| --------------------------------------------------------------------- | ------------------------------------------------------ |  | ------------------------------------------ | ------------------------------------------------------ |
| Assassin's Creed III                                                  | NA, EU                                                 |  | Batman: Arkham City                        | NA, EU                                                 |
| Call of Duty: Black Ops II                                            | NA, EU                                                 |  | Darksiders II                              | NA, EU                                                 |
| Epic Mickey 2: The Power of Two EUEpic Mickey: The Power of 2         | NA, EU                                                 |  | Sports Connection NAESPN Sports Connection | NA, EU                                                 |
| FIFA 13 NAFIFA Soccer 13                                              | NA, EU                                                 |  | Game Party Champions                       | NA, EU                                                 |
| Just Dance 4                                                          | NA, EU                                                 |  | New Super Mario Bros. U                    | NA, EU                                                 |
| Ninja Gaiden 3: Razor's Edge                                          | NA                                                     |  | Nintendo Land                              | NA, EU                                                 |
| Rabbids Land                                                          | NA                                                     |  | Scribblenauts Unlimited                    | NA                                                     |
| Sing Party                                                            | NA                                                     |  | Skylanders Giants                          | NA, EU                                                 |
| Sonic & All-Stars Racing Transformed                                  | NA, EU                                                 |  | Tekken Tag Tournament 2                    | NA, EU                                                 |
| Transformers: Prime – The Game                                        | NA                                                     |  | Warriors Orochi 3 Hyper                    | NA                                                     |
| Wipeout 3                                                             | NA                                                     |  | Your Shape: Fitness Evolved 2013           | NA                                                     |
| ZombiU                                                                | NA, EU                                                 |  |                                            |                                                        |

### Off-TV Play
La funció Off-TV Play permet els jocs de joc de l'usuari només al controlador de Wii U GamePad mitjançant la seva pantalla tàctil integrada, sense necessitat que el televisor estigui encès. Aquesta característica només està disponible en certs jocs. A causa d'una actualització del sistema, "Mode Wii" es pot jugar fora de la TV. No obstant això, controls remots i accessoris regulars Wii necessiten ser utilitzats per controlar el programari.

### Joc asimètric
Joc asimètric és una forma de multijugador en els videojocs en què diversos jugadors poden jugar el mateix joc al mateix temps en diferents formes i regles. Per exemple, un jugador pot jugar un joc amb diferents mecàniques de joc i les regles que apareixen a la pantalla del Wii U GamePad, mentre que la resta dels jugadors juguen el mateix joc amb diferents normes sobre la pantalla de televisió. Aquesta funció és un component principal de diversos jocs de Wii O com ara Nintendo Land i New Super Mario Bros. U.
El mode multijugador de pantalla dual és també una característica única de Wii U. Funciona de manera similar a una manera multijugador de pantalla dividida tradicional, sense la necessitat d'una pantalla real de divisió. El Wii U GamePad i la televisió poden funcionar com dues pantalles separades, oferint a cada jugador una experiència de pantalla completa. En comparació amb la manera multijugador ad-hoc, la pantalla multijugador dual es representa en la mateixa consola i no requereix dos sistemes independents i múltiples còpies del joc.

### Consola Virtual
El gener de 2013, Nintendo va anunciar que els títols de NES i Super NES es posarien a disposició per al servei de la Consola Virtual de la Wii U a l'abril de 2013 i inclourien l'opció d'utilitzar Off-TV Play al Wii U GamePad i la capacitat de poder escriure a comunitats dedicades a Miiverse. Títols de Game Boy Advance i Nintendo 64 també estaran disponibles en una data posterior. El 26 de març de 2014, es van confirmar i van començar a aparèixer en la eShop el mes següent títols de Game Boy Advance.

### Retrocompatibilitat
La Wii U és compatible amb la majoria dels jocs de Wii, tant en disc com descàrrega. Accessoris de Wii com el Wii Remote (Plus), Wii Nunchuk i la Wii Balance Board també segueixen sent compatibles. També és possible moure el programari més descarregat i guardar els arxius de la Wii a Wii U. Mentre que jocs originals de Wii es poden reproduir a la consola Wii U, no poden ser reproduïts en el Wii U GamePad. No obstant això, la quarta versió del programari del sistema permet als jugadors veure el joc de Wii a la pantalla de GamePad en jugar.
Independentment de la compatibilitat general de la Wii amb jocs de GameCube, la Wii U no és directament compatible amb els discos de GameCube o accessoris. Un adaptador USB amb quatre ports per a comandaments de GameCube va ser llançat per utilitzar-se amb Super Smash Bros. for Wii U, i no és compatible amb cap altre joc.

### Els 10 jocs més venuts
- 1. Mario Kart 8: 8,42 milions
- 2. Super Mario 3D World: 5,78 milions
- 3. New Super Mario Bros. U: 5,77 milions
- 4. Super Smash Bros. for Wii U: 5,34 milions
- 5. Nintendo Land: 5,19 milions
- 6. Splatoon: 4,93 milions
- 7. Super Mario Maker: 4 milions
- 8. New Super Luigi U: 3,03 milions
- 9. The Legend of Zelda: Wind Waker HD: 2,26 milions
- 10. Mario Party 10: 2,18 milions

## Desenvolupadors
El Nintendo Web Framework, publicat el 2013, és un recull d'eines que utilitzen tecnologia web moderna (WebKit, HTML5 i JavaScript) per simplificar el procés de portar jocs al GamePad de Wii U i al televisor. Va estar dissenyat per fer jocs basats en web més fàcils de portar al sistema en comptes de programar-los específicament per a la Wii U.

## Significat del nom
El nom és continuista amb el seu popular predecessora. Igual que en l'anterior consola de sobretaula, Wii neix de la paraula en anglès "we" o "nosaltres", fent referència al joc en grup o experiència multijugador a ser una consola que tothom pot utilitzar. Malgrat el seu gran èxit, una de les principals crítiques que va rebre Wii durant la seva generació va ser el poc que es va destacar en el joc en solitari, en comparació a altres sistemes que li van fer competència. A causa d'això Nintendo ha volgut recalcar el seu interès per crear una experiència en solitari més completa aquesta nova generació, amb un control més capaç i notablement més complet que el Wiimote, un online més robust, més potència i capacitat gràfica. Així, la U en el nom, que es deriva de "you", en català, "tu" representa l'interès de sumar una experiència en solitari més complexa al ja reeixit joc en grup.

## Recepció
John Teti de la The A.V. Club's Gameological Society considera que la Wii U és un sistema de videojocs convincent que no té enfocament, citant Nintendo Land com "les idees actuen al servei de la tecnologia" simplement per mostrar les característiques de la consola. Ben Gilbert d'Engadget assenyala que Nintendo compleix amb la seva promesa de presentar "una consola de jocs d'alta definició moderna", però assenyala que "també hi ha alguns grans passos en fals i idees a mig cuinar: una connexió de Llista d'Amics / Miiverse desconcertant, i la falta completa de moltes de les normes de la consola en tot el sistema (grup de xat, els èxits, la capacitat de jugar nodisc basat en joc dels mitjans de comunicació) i un dispositiu de joc que dura només 3,5 hores", i va afirmar que no podia donar una avaluació completa de la consola amb components en línia, com ara Nintendo TVii falta en el moment del llançament. De la mateixa manera, TechRadar va elogiar la funcionalitat del GamePad i gràfics en alta definició del sistema, però va criticar l'energia de la bateria limitada pel GamePad, i l'insuficient nombre de títols de jocs de primer nivell disponibles durant el període de llançament. Algunes xifres de la indústria no tenen en compte la Wii U com una consola de vuitena generació, i molts citant la velocitat de processament del maquinari com la raó. Reggie Fils-Aime, director d'operacions de Nintendo of America, però, va assenyalar que comentaris similars es van fer el 2006, quan va llançar per primera vegada la Wii.
Després del llançament d'altres consoles de vuitena generació, la PlayStation 4 i Xbox One, al novembre de 2013, es va suggerir per alguns crítics que la Wii U podria seguir lluitant, ja que li faltava el suport per a desenvolupadors de tercers de les seves rivals. No obstant això, l'escriptor Chris Suellentrop del New York Times va declarar que la Wii U és l'única videoconsola que val la pena jugar, citant Super Mario 3D World com "el millor joc de Mario en anys". Malgrat els elogis, va assenyalar que "un gran joc no va a salvar una consola", i encara que existeixen altres bons jocs a la Wii U, va admetre que la seva formació "segueix sent bastant prima" Matt Peckham de la revista Time va dir que la Wii U va ser el sistema d'elecció per recollir durant aquesta temporada de vacances, lloant de primera part i els jocs indie alineació de la consola, preu assequible, Off-TV Play, absència de quotes de subscripció anuals, retro-compatibilitat i capacitats multimèdia. No obstant això, va assenyalar que el sistema encara necessita una nova retallada dels preus i un primer i tercer alineació programari millorat. CNET també va dir que la Wii U va tenir una millor alineació de jocs i els preus més baixos en comparació dels seus competidors, degut principalment al seu any d'avantatge.

## Vendes
| Data       | Japó     | Japó     | Amèriques | Amèriques | Altres   | Altres   | Total    | Total    |
| Data       | Hardware | Software | Hardware  | Software  | Hardware | Software | Hardware | Software |
| ---------- | -------- | -------- | --------- | --------- | -------- | -------- | -------- | -------- |
| 2012-12-31 | 0.83     | 1.48     | 1.32      | 6.40      | 0.90     | 3.82     | 3.06     | 11.69    |
| 2013-03-31 | 0.92     | 1.73     | 1.52      | 7.28      | 1.01     | 4.40     | 3.45     | 13.42    |
| 2013-06-30 | 1.01     | 1.91     | 1.58      | 7.80      | 1.02     | 4.73     | 3.61     | 14.44    |
| 2013-09-30 | 1.15     | 2.57     | 1.75      | 10.97     | 1.01     | 6.17     | 3.91     | 19.71    |
| 2013-12-31 | 1.75     | 5.21     | 2.61      | 15.23     | 1.49     | 8.94     | 5.86     | 29.37    |
| 2014-03-31 | 1.81     | 5.62     | 2.81      | 16.98     | 1.56     | 9.67     | 6.17     | 32.28    |
| 2014-06-30 | 1.87     | 6.43     | 3.08      | 19.28     | 1.73     | 10.95    | 6.68     | 36.67    |
| 2014-09-30 | 1.97     | 6.96     | 3.43      | 22.58     | 1.88     | 12.13    | 7.29     | 41.67    |
| 2014-12-31 | 2.30     | 8.48     | 4.45      | 29.25     | 2.46     | 15.15    | 9.20     | 52.87    |
| 2015-03-31 | 2.33     | 8.95     | 4.65      | 31.59     | 2.56     | 16.13    | 9.54     | 56.68    |
| 2015-06-30 | 2.48     | 9.97     | 4.85      | 33.65     | 2.68     | 17.61    | 10.01    | 61.23    |
| 2015-09-30 | 2.66     | 11.00    | 5.21      | 38.28     | 2.87     | 19.77    | 10.73    | 69.05    |
| 2015-12-31 | 3.08     | 12.68    | 6.10      | 43.76     | 3.42     | 22.86    | 12.60    | 79.30    |
| 2016-03-31 | 3.13     | 13.48    | 6.20      | 46.38     | 3.47     | 24.18    | 12.80    | 84.04    |
| 2016-06-30 | 3.21     | 14.08    | 6.29      | 48.84     | 3.53     | 25.79    | 13.02    | 88.72    |
| 2016-09-30 | 3.30     | 14.55    | 6.41      | 50.62     | 3.65     | 27.18    | 13.36    | 92.35    |

A data de juny de 2016, Nintendo va dir que les vendes totals de la Wii U eren de 13,36 milions de consoles i de 92,35 milions de programari venut a tot el món.

### Estrena
Durant la seva primera setmana de llançament als Estats Units, Nintendo va vendre la totalitat de la seva assignació de més de 400.000 unitats de Wii U i va vendre un total de 425,000 unitats per al mes de novembre, segons el Grup NPD. També venen més de 40.000 consoles al Regne Unit en el seu primer cap de setmana. Al Japó, més de 600,000 unitats de Wii O es van vendre durant el desembre de 2012. Segons el Grup NPD, gairebé 890.000 unitats de Wii U es van vendre als Estats Units als 41 dies en el mercat. Des del llançament de la Wii U fins al 31 de desembre de 2013, Nintendo va informar que 3.060.000 de consoles i 11.690.000 unitats de programari havien estat enviades a tot el món.
El gener de 2013, Nintendo va vendre 57.000 unitats de Wii U als EUA. En comparació, la Wii en va vendre 435.000 el gener del 2007, també dos mesos després del seu llançament. Els primers números de vendes als EUA i en altres territoris van ser inferiors als esperats i Nintendo va retallar les projeccions de vendes per a l'any fiscal 2013 en un 17 per cent, de 5.500.000 a 4.000.000; el sistema en realitat va acabar venent 3,5 milions d'unitats. Durant el primer trimestre del 2013, Nintendo va informar que 0.390.000 consoles i 1.730.000 d'unitats de programari van ser enviats a tot el món. Entre març i juny de 2013 el sistema de vendes de prop de 160.000 unitats, que era un 51 per cent dels tres mesos anteriors. Durant el segon trimestre de 2013, Nintendo va informar que 0.160.000 de consoles i 1.030.000 d'unitats de programari s'enviaren a tot el món.

### Pèrdua de suport
Al maig de 2013, Electronic Arts va anunciar que estava reduint el seu suport a la consola i no tenia jocs en desenvolupament, però uns dies més tard va reconsiderar parcialment aquesta decisió, amb el CFO d'EA anunciant que "estem construint títols per a la consola de Nintendo, però no com els que estem a favor de Playstation o Xbox". En l'E³ 2013, Ubisoft va revelar que ells no anaven a fer més exclusives per a la Wii U fins que les vendes de la consola milloressin, encara que van manifestar poc després que encara són "grans defensors" de la Wii U, i un pla per presentar la major quantitat de jocs de Wii U el 2013 com ho van fer en 2012. El juliol de 2013, Bethesda Softworks va anunciar que no tenien jocs en desenvolupament per a la Wii U, però el vicepresident de relacions públiques i màrqueting Pete Hines va explicar la decisió: "Depèn dels jocs que estem fent i com pensem que s'alineï amb aquesta consola, i com el maquinari s'alinea amb les altres coses que estem fent". Aquesta explicació va ser posteriorment refinat a ser en gran part a causa del maquinari. Per contra, Activision va declarar que van a "fer tot el possible" per donar suport al sistema i se seguirà desenvolupant jocs per a ella.
El 28 de juliol de 2013, la filial de Walmart Asda, la segona major cadena de supermercats al Regne Unit, va confirmar que no tenien plans de vendre la Wii U. Malgrat això, molts detallistes especialitzats seguir posant l'accent en el seu suport, amb el director general de Jocs Martyn Gibbs dient "Donem suport plenament tots els productes de Nintendo, incloent Wii U".

### Baixada de preu i jocs de primeres companyies
Després de la retalla de 50$ de preus del sistema i el llançament de The Legend of Zelda: The Wind Waker HD el 20 de setembre, les vendes de Wii U a Amèrica del Nord va registrar un augment del 200 per cent respecte a l'agost. De juliol a setembre de 2013, el sistema van vendre aproximadament 300.000 unitats, cosa que va suposar un increment del 87 per cent dels tres mesos anteriors. Tot i només haver venut 460,000 consoles des de l'abril, Nintendo va mantenir els seus 9 milions de vendes de Wii U previstos per a l'any fiscal fins a març de 2014, i va mostrar una millora en segon trimestre aconseguint 5.270.000 d'unitats - un 400 per cent salt en el trimestre anterior. Nintendo atribueix el creixement a jocs com Pikmin 3 i The Legend of Zelda: The Wind Waker HD. Durant el tercer trimestre de 2013, Nintendo va informar que 0,3 milions de consoles i 5.270.000 d'unitats de programari van ser enviades a tot el món.
L'octubre de 2013, el venedor online Play.com va anunciar que les seves vendes de Wii U van créixer un 75 per cent. La companyia també va predir que la Wii U podria ser més popular que la seva competència, la PlayStation 4 i Xbox One, entre els nens durant la temporada de vacances. Després del llançament de Wii Party U el 31 d'octubre al Japó, les vendes setmanals de la Wii U es van disparar a 38.802 unitats venudes. El 29 de novembre de 2013, el subgerent general Philippe Lavoué de Nintendo of France va anunciar que la Wii U havia venut aproximadament 175.000 unitats a França des del seu llançament. Durant les dues primeres setmanes de desembre, la Wii U va ser la consola de sobretaula amb més bons resultats al Japó, amb 123.665 unitats venudes. Després d'un any al mercat, la Wii U havia venut aproximadament 150.000 unitats en el Regne Unit. Segons el Grup NPD, les vendes de Wii U al novembre va augmentar en un 340 per cent més de vendes a l'octubre a Amèrica del Nord, la venda d'aproximadament 220.700 unitats venudes en aquest mes. D'acord amb diverses publicacions, incloent les xifres de NPD Group, el desembre de 2013, va ser el de més vendes de Wii U als EUA des del seu llançament amb 481.000 unitats. Estimacions independents situaren el nombre de consoles Wii U venudes a final de 2013 entre 4,5 i 5,2 milions. Durant el quart trimestre de 2013, Nintendo va informar que 1.950.000 de consoles i 9.96 milions d'unitats de programari s'enviaren a tot el món.
El gener de 2014, argumentant que les vendes durant la temporada de vacances de 2013 eren menors a les esperades, Nintendo va anunciar que les previsions de vendes de Wii U per a l'any fiscal 2014 s'havien reduït de 9 milions d'unitats a 2,8 milions. A la llum d'aquest anunci, la viabilitat a llarg termini de la Wii U, i la seva capacitat per competir amb la PlayStation 4 i Xbox One, havia estat posada en qüestió. Al febrer de 2014, Nintendo va revelar que la Wii U havia millorat al voltant de 180% l'any-sobre-any de vendes als Estats Units a causa del llançament de Donkey Kong Country: Tropical Freeze, que va vendre 130.000 còpies, convertint-se en el quart joc més venut de SKU per al mes. El 26 de febrer les vendes de la Wii U havien superat les de la Xbox 360 al Japó. El març de 2014, Nintendo va vendre poc més de 70.000 unitats de Wii U, 50% menys que la GameCube i 90% menys que la Wii durant períodes equivalents. Durant el mes, les vendes mundials totals de la PlayStation 4 van superar les de la Wii U. Durant el primer trimestre del 2014, Nintendo va informar que 310.000 consoles i 2.910.000 d'unitats de programari s'enviaren a tot el món.
Durant una reunió d'inversors anual, Satoru Iwata va revelar projecció de Nintendo de 3,6 milions de vendes d'unitats de Wii U durant l'any fiscal del mes de març de 2014 i març de 2015. El 22 de maig de 2014, Nintendo France va anunciar que les vendes van ser un 50% més en comparació amb l'última a la regió, i que les vendes de tota la vida de la Wii U a França estaven en 340.000 unitats. Amb Mario Kart 8, convertint-se en el joc que ha rebut més vendes en menys temps en la història de la consola Wii U fins a la data, les vendes de consoles Wii U van augmentar un 666% al Regne Unit, i els paquets de Mario Kart 8 i la consola representaven el 82% de les vendes de la consola Wii U de la regió per a la setmana. Grup NPD va informar que als Estats Units, en comparació el mes de juny de 2013 fins al mateix mes de 2014, les vendes de programari de Wii U van pujar un 373% i les vendes de la consola augmentar un 233% (140.000 unitats).
El rècord es va superar al novembre de 2014 amb l'estrena de Super Smash Bros. for Wii U, que va vendre 490.000 còpies en els Estats Units durant els seus tres primers dies de disponibilitat. Segons Nintendo of America, el desembre de 2014 va ser el mes més gran de la Wii U quant a vendes als Estats Units. Les vendes de maquinari van pujar un 29%, i les de programari van pujar un 75% en comparació amb el mateix període de l'any anterior.
El juliol del 2015 Nintendo va anunciar que pel final del tercer trimestre fiscal del 2015, i gairebé tres anys després de la seva estrena, havia enviat més de 10 milions d'unitats de WIi U a tot el món. No obstant, les seves vendes durant el trimestre eren menors en comparació amb el mateix trimestre el 2014, amb 470.000 unitats venudes (en comparació amb les 510.000 del 2014). En comparació, PLayStation 4 i Xbox One ja havine arribat a les vendes de 10 milions d'unitats després d'un any de les seves estrenes respectives.

### Impacte de la Nintendo Switch
El futur de la Wii U va quedar incert quan Nintendo va anunciar una nova plataforma de consola amb el nom en clau NX, que estava planejada per estrenar-se a tot el món el març del 2017. Nintendo va dir que la NX seria un "concepte totalment nou" i que no seria el successor de la Wii U ni de les consoles 3DS; en una entrevista amb el diari Asahi Shimbun, el president Tatsumi Kimishima va reiterar aquesta posició i va dir que mentre ell pensava que el rendiment de la Wii U "s'alentiria" després de l'estrena de la NX, sentia que la consola "tindria un impacte superior al de la Wii U". L'anunci que The Legend of Zelda: Breath of the Wild estava en desenvolupament tant per la Wii U com per la NX va seguir amb la idea de Nintendo que la consola seria una nova línia de productes, en comptes d'una substitució del seu maquinari existent. En una reunió amb accionistes del juliol de 2016, Kimishima i Miyamoto van dir que esperaven vendre 100 milions de consoles Wii U, comparant amb l'èxit de la Wii, però només amb 13 milions d'unitats venudes a tot el món, ara necessitaven confiar en la NX per compensar les pèrdues de les vendes de Wii U.
La nova plataforma, coneguda finalment com a Nintendo Switch, va ser oficialment anunciada el 20 d'octubre de 2016; es tracta d'una consola de videojoc híbrida amb aspecte de tauleta tàctil que compta amb comandaments extraïbles, i l'habilitat d'incorporar-se a una docking station amb una sortida que permetria als jugadors ser reproduïts al televisor. Tot i que es tracta d'un dispositiu híbrid capaç d'utilitzar-se tant com a videoconsola portàtil com de sobretaula, Nintendo oficialment va posicionar la plataforma com un "sistema de consola de sobretaula abans de tot". Després de la presentació, un portaveu de Nintendo va confirmar que la companyia alentiria la producció de maquinari de la Wii U, detallant que "mentre ens preparem per l'estrena de la Nintendo Switch el març del 2017, Nintendo enviarà 800.000 còpies de Wii U al mercat global durant aquest any fiscal." A mitjans de novembre de 2016, Nintendo va anunciar que la producció de la Wii U al Japó acabaria "en un futur proper", i que els enviaments als mercats nord-americans i europeus per l'any ja s'havien enviat.
En una entrevista amb la Time Magazine el gener del 2017, Reggie Fils-Aime, president de Nintendo of America, va comentar que la consola era "un pas necessari a favor d'aconseguir la Nintendo Switch." Fils-Aime també va comparar el sistema amb la Nintendo GameCube, dient que la Wii U serà recordada profundament tot i les seves relatives pobres vendes. Durant una conferència de premsa per a la Switch a Nova York, ell va dir que Breath of the Wild seria l'últim joc desenvolupat per Nintendo per a la Wii U.